# Funky from Chicago
| Recensione | Giudizio |
| ---------- | -------- |
| AllMusic   | [ 1 ]    |

Funky from Chicago è il secondo album discografico solistico di John Littlejohn (in copertina è riportato a nome Johnny Little John), pubblicato dall'etichetta discografica Bluesway Records nel 1973.

## Tracce
Lato A
1. Lost in the Jungle – 3:15 (Andrew Blueblood McMahon, Al Smith)
2. I Met a Stranger – 3:18 (Andrew Blueblood McMahon, Al Smith)
3. Chips Flying Everywhere – 3:26 (Andrew Blueblood McMahon, Al Smith)
4. Guitar King – 3:18 (Andrew Blueblood McMahon, Al Smith)
5. Keep on Running – 3:39 (Willie Dixon)

Lato B
1. Need More Baby – 2:54 (Willie Dixon)
2. 29 Ways – 2:58 (Willie Dixon)
3. Came Home This Mornin' – 3:23 (Eddie Boyd)
4. How Long Blues – 3:21 (Chester Burnett)
5. Worried Head – 2:49 (John Funchess)

- Sul retrocopertina dell'album originale, nella tracklist (nella lista dei brani subito dopo a Came Home This Mornin'), è citato il brano 19 Years Old, che tuttavia non è compreso nel disco.

## Musicisti
- Johnny Little John - voce, chitarra
- Eddie Taylor - chitarra
- Dave Myers - basso
- Fred Below - batteria

Note aggiuntive
- Al Smith - produttore e A&R
- Ruby Boyd Mazur - design album
- Jerry Griffith - fotografie
- Al Smith e Dominick Lumetta - edited
- Johnny Little John e Marcus Johnson - note di retrocopertina[2]